# Loraphodius suarius
Loraphodius suarius är en skalbaggsart som beskrevs av Franz Faldermann 1835. Loraphodius suarius ingår i släktet Loraphodius och familjen Aphodiidae. Inga underarter finns listade i Catalogue of Life.